# Nick Hampton
Nick Hampton (* 5. April 2000 in Anderson, South Carolina) ist ein US-amerikanischer American-Football-Spieler auf der Position des Linebackers. Er steht derzeit bei den Los Angeles Rams in der National Football League (NFL) unter Vertrag.

## Frühes Leben
Hampton wuchs in Anderson, South Carolina, auf und besuchte die Westside High School. In seiner Junior-Saison verzeichnete er 63 Tackles, darunter 16 für Raumverlust, und sieben Sacks. Hampton entschied sich, College-Football an der Appalachian State University zu spielen.

## College-Karriere
Hampton spielte in drei Spielen als echter Freshman, während er im Laufe der Saison einen  Redshirt behielt. In seiner Redshirt-Freshman-Saison erzielte er 42 Tackles und drei Sacks. In seiner Redshirt-Junior-Saison wurde Hampton in das Third Team All-Sun Belt Conference berufen, nachdem er die Saison mit 69 Tackles, 17,5 Tackles für Raumverlust und 11 Sacks abgeschlossen hatte.

## Professionelle Karriere
Hampton wurde von den Los Angeles Rams als 161. Pick in der fünften Runde des NFL Draft 2023 ausgewählt.